# یکان (مجله)
یکان مجله ریاضی، که بیشتر با نام یکان شناخته می‌شد، مجله‌ای درباره ریاضیات دبیرستانی بود که از سال ۱۳۴۲ تا ۱۳۵۶ هر ماه در تهران منتشر می‌شد.
بنیان‌گذار و مدیر این مجله عبدالحسین مصحفی بود.
نویسندگان و نیر خوانندگان این مجله بیشتر از دبیران و دانش‌آموزان دبیرستانی بودند.
علاوه بر مقاله‌های مربوط به موضوع‌های ریاضی دبیرستانی، این مجله هر ماه حل چند مسئله را به مسابقه می‌گذاشت و در ماه بعد نام برندگان مسابقه در آن چاپ می‌شد.